# Aigues-Mortes
Aigues-Mortes este o comună în departamentul Gard din sudul Franței. În 2009 avea o populație de 8.116 de locuitori.

## Evoluția populației
| An        | 1975  | 1982  | 1990  | 1999  | 2006  | 2009  |
| --------- | ----- | ----- | ----- | ----- | ----- | ----- |
| Populație | 4.531 | 4.472 | 4.999 | 6.012 | 7.115 | 8.116 |